# Ga Motoyawata
Ga Moto Yawata (本八幡駅 (Đông Phủ Trung trạm) Motoyawata-eki) là một ga đường sắt hành khách ngã ba ở thành phố Ichikawa, Chiba, Nhật Bản, được điều hành bởi Công ty Đường sắt Đông Nhật Bản (JR East) và Cục Giao thông Tōkyō (Toei Chikatetsu). Đây là ga duy nhất trên hệ thống Tàu điện ngầm Toei nằm ở huyện Chiba.

## Các tuyến
Ga Moto Yawata được phục vụ bởi Tuyến Chūō Sōbu của JR East và Tàu điện ngầm Toei Tuyến Shinjuku. Tuyến Toei Shinjuku dài 23,5 km kết thúc tại ga này.

## Bố trí nhà ga
Nhà ga được chia thành hai phần: ga JR trên cao và ga tàu điện ngầm dưới lòng đất. Các khu vực bên ngoài cửa soát vé của hai phần được nối với nhau bằng một lối đi.

### Sân ga JR
Ga JR có một sân ga kiểu đảo phục vụ hai tuyến đường sắt. Ga không có sân cho các dịch vụ tốc hành nhanh/giới hạn trên hai tuyến khác của Tuyến chính Sōbu.
| 1 | JB Tuyến Chūō Sōbu | cho Kinshichō, Akihabara, Shinjuku và Mitaka |
| 2 | JB Tuyến Chūō Sōbu | cho Nishi Funabashi, Tsudanuma và Chiba      |

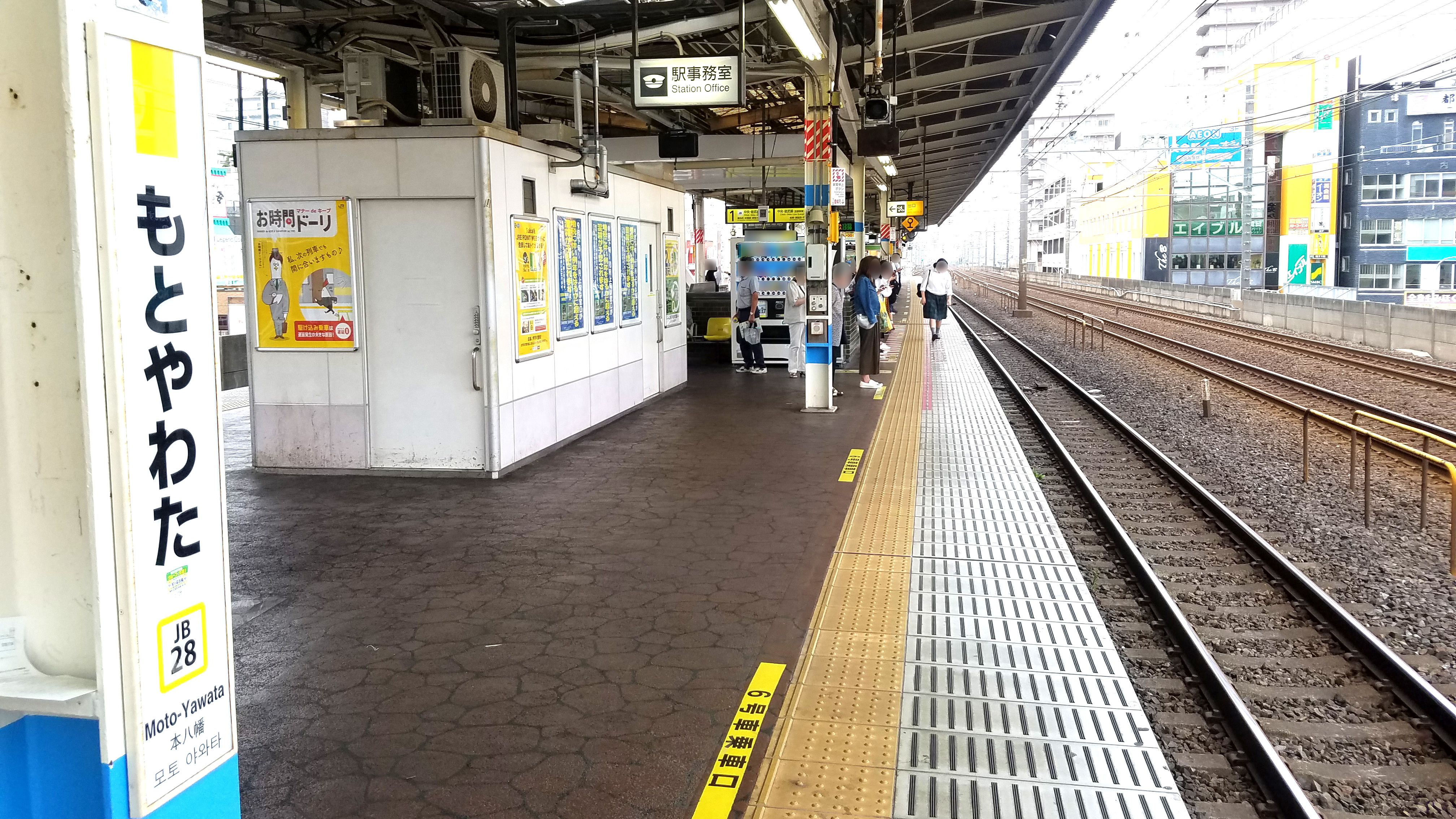
Sân ga JR Đông

### Sân ga Toei
Ga tàu điện ngầm cũng có một sân ga kiểu đảo phục vụ hai đường ray. Trong khi một đầu của ga tàu điện ngầm được kết nối với ga JR Đông, đầu kia kết nối với ga Keisei Yawata trên Tuyến chính Keisei.
| 1, 2 | S Tuyến Toei Shinjuku | cho Bakuro Yokoyama, Ichigaya và Shinjuku KO Tuyến Keiō cho Hatsudai, Hatagaya, Meidaimae, Chōfu, và Hashimoto |

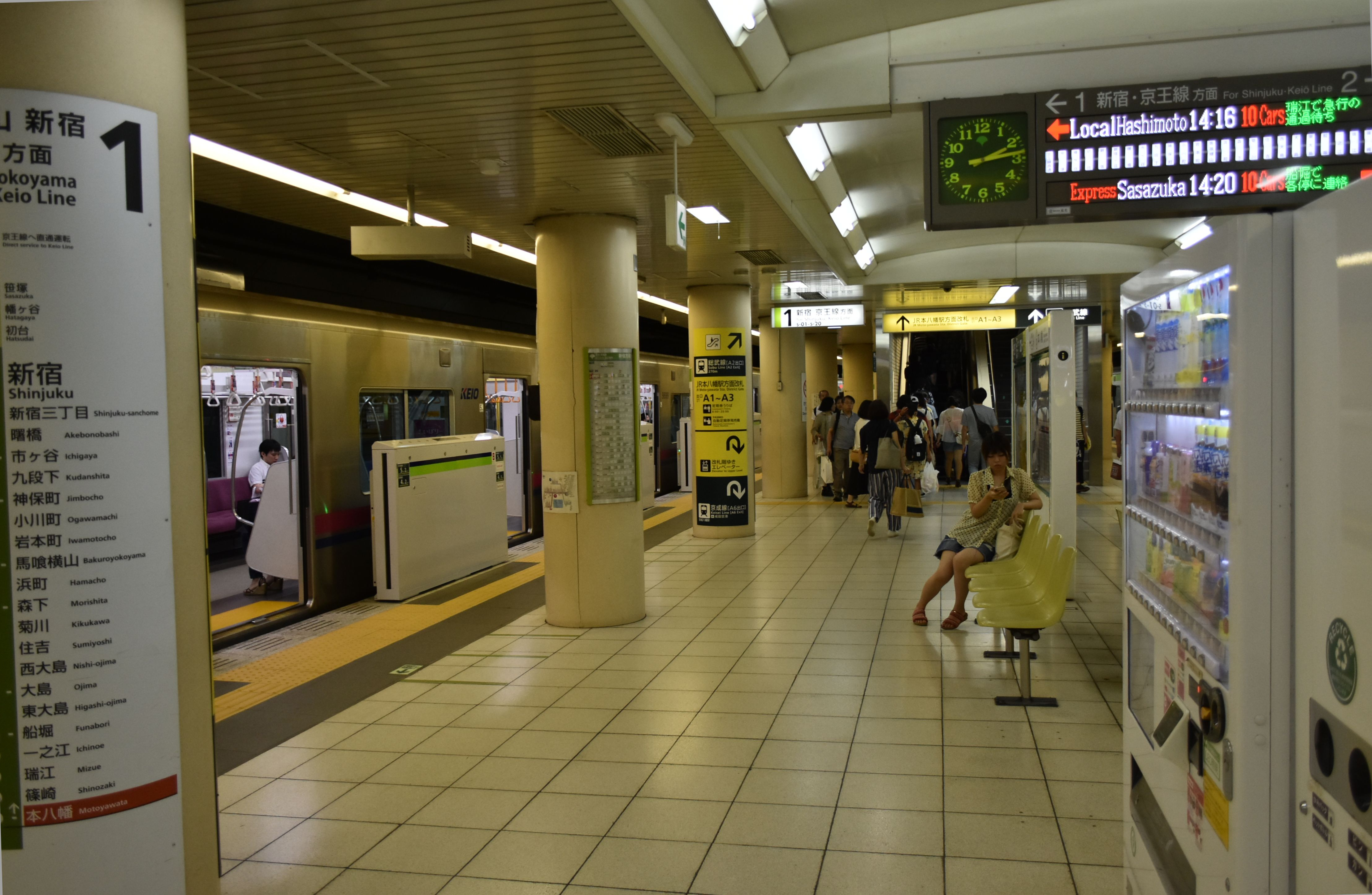
Sân ga Toei

## Lịch sử
Nhà ga mở cửa trên Tuyến chính Sōbu vào ngày 1 tháng 9 năm 1935. Tuyến Toei Shinjuku được mở rộng đến ga này vào ngày 19 tháng 3 năm 1989.

## Thống kê hành khách
Trong tài khoá 2018, phần JR của nhà ga được sử dụng bởi trung bình 60.125 hành khách mỗi ngày (chỉ hành khách lên tàu). Phần Tàu điện ngầm Toei của nhà ga được 40.500 hành khách sử dụng hàng ngày.

## Khu vực xung quanh
- Tòa thị chính Ichikawa